# Kew Bulletin
Kew Bulletin is een botanisch tijdschrift dat sinds 1946 wordt uitgegeven. Het officiële tijdschrift van de Royal Botanic Gardens, Kew wordt tegenwoordig viermaal per jaar uitgegeven door Springer Verlag, in zowel een papieren als een online versie. Anno 2009 is de hoofdredacteur David Simpson. In de redactie zitten onder meer ook de botanici Pieter Baas, Peter Raven, Paula Rudall, Douglas Soltis en Braam van Wyk.  
Het peer reviewed tijdschrift behandelt onderwerpen met betrekking tot planten- en schimmeltaxonomie. Ook worden er artikelen met betrekking tot pollenanalyse, celbiologie, anatomie, fytogeografie en fytochemie opgenomen als deze taxonomische implicaties hebben. Elk deel van het tijdschrift bevat belangrijke mededelingen en boekrecensies. Het tijdschrift wordt geïllustreerd met lijntekeningen en foto's. 
In botanische literatuurverwijzingen wordt vaak de standaardafkorting “Kew Bull.” gebruikt.